# 江平駅
江平駅（ごうびらえき）は、島根県邑智郡邑南町上田江平にあった、西日本旅客鉄道（JR西日本）三江線の駅（廃駅）である。三江線の廃止に伴い、2018年（平成30年）4月1日に廃駅となった。

## 歴史
- 1963年（昭和38年）6月30日：三江南線（当時）の式敷駅 - 口羽駅間延伸に伴い、開業[1][2]。旅客営業のみの無人駅[3]。
- 1975年（昭和50年）8月31日：当駅を含む江津駅 - 三次駅間が全通したため三江南線が三江線の一部となり、当駅も同線の所属となる。
- 1987年（昭和62年）4月1日：国鉄分割民営化により、西日本旅客鉄道へ承継[1]。
- 2018年（平成30年）4月1日：三江線の全線廃止に伴い、廃駅となる。

## 駅構造
三次方面に向かって右側（構内の西側）に、単式ホーム1面1線を持つ地上駅（停留所）であった。廃止時は浜田鉄道部が管理する無人駅で、ホーム上に屋根付きのベンチがあるのみの簡素な駅だった。入場時は、直接ホームに入る形状になっており、自動券売機等の設備は無かった。

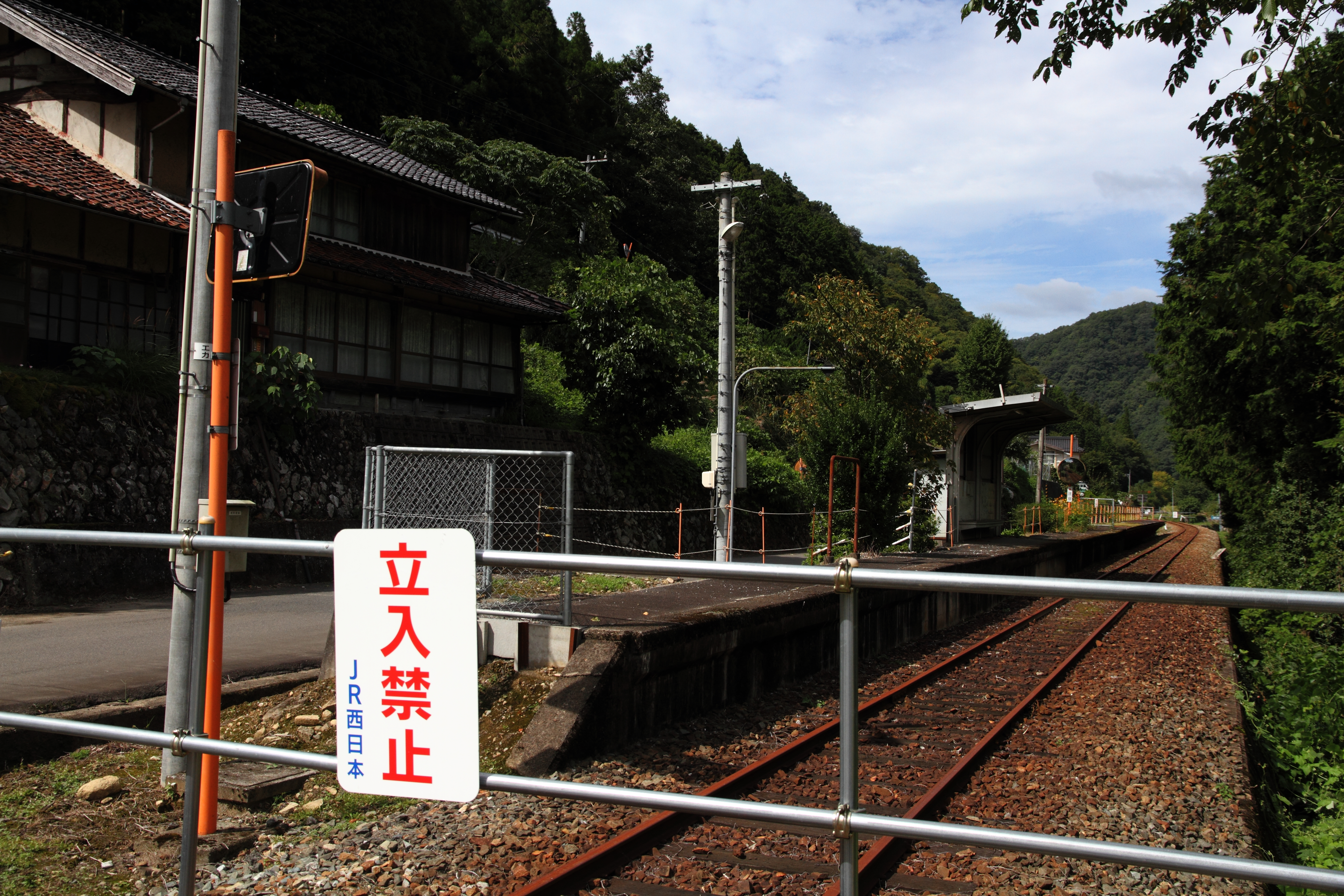
駅全景。待合室は残存している（2019年9月）
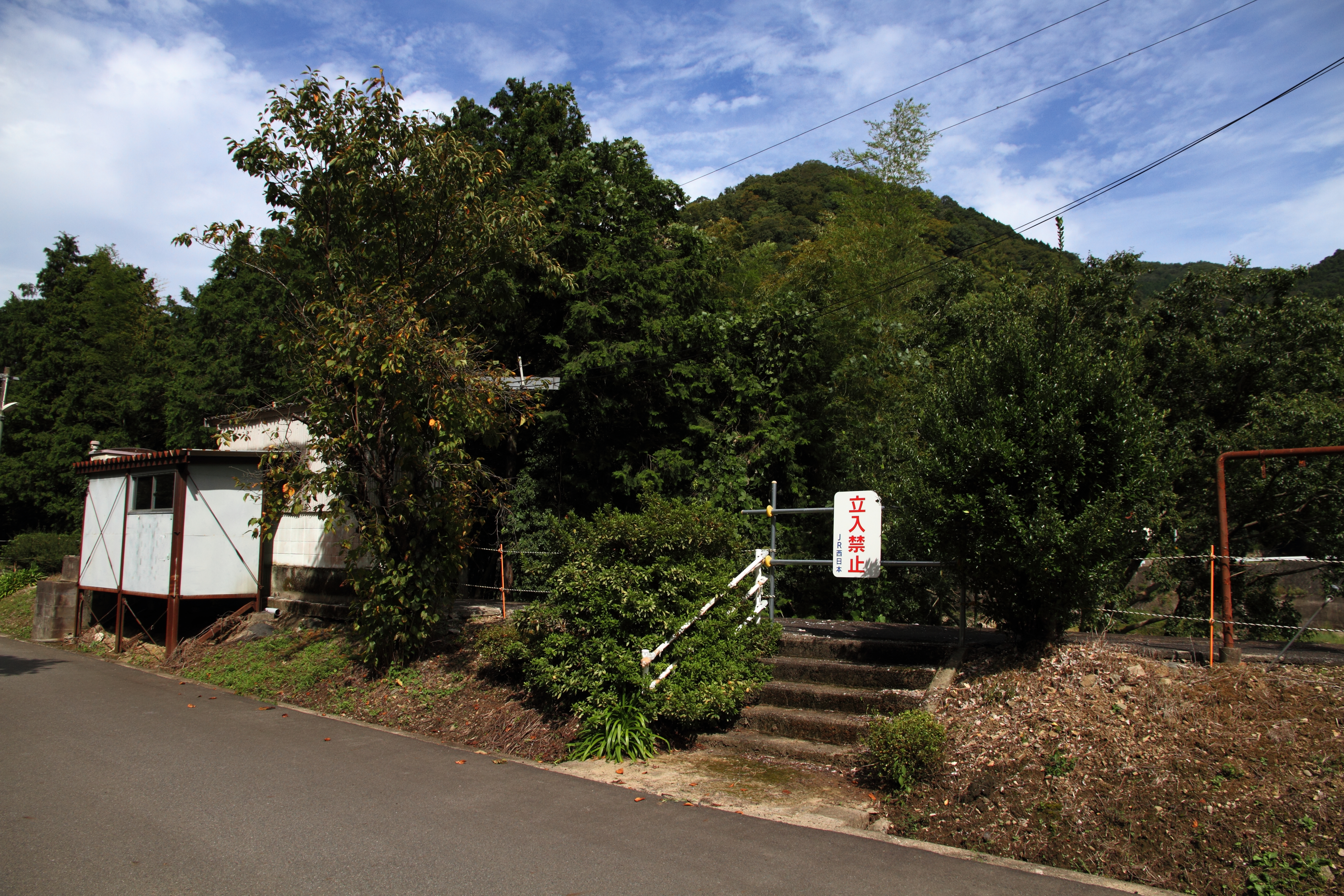
駅入口。駅構内には立入禁止となっている（2019年9月）

## 利用状況
近年の1日平均乗車人員は以下の通りである。なお、1994年度は11人、1984年度は25人だった。
| 乗車人員推移 | 乗車人員推移 |
| 年度         | 1日平均人数  |
| ------------ | ------------ |
| 1999         | 2            |
| 2000         | 2            |
| 2001         | 1            |
| 2002         | 1            |
| 2003         | 1            |
| 2004         | 1            |
| 2005         | 1            |
| 2006         | 2            |
| 2007         | 1            |
| 2008         | 3            |
| 2009         | 2            |
| 2010         | 3            |
| 2011         | 1            |
| 2012         | 1            |
| 2013         | 0            |
| 2014         | 0            |
| 2015         | 1            |
| 2016         | 2            |
| 2017         | 2            |

## 駅周辺

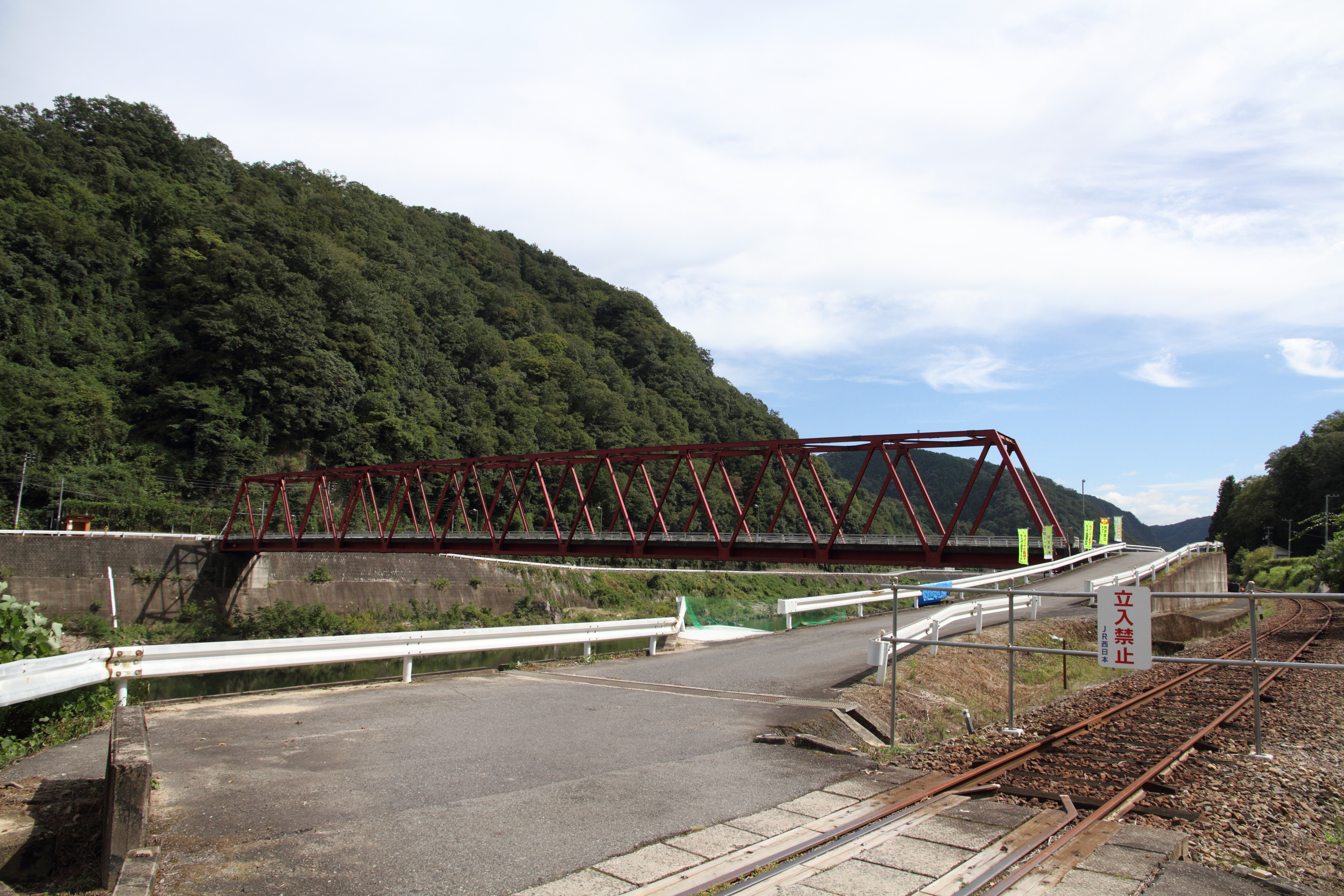
駅の近くにある丹渡橋（2019年9月。正面にある赤い鉄橋のこと）

江の川沿いの山間にあり、対岸を国道375号が通る。集落は駅北側と駅西側にあり、駅西側の集落を抜けると上田・平佐の棚田に至るが、棚田は駅からやや遠い所にある。
- 備北交通「丹渡」停留所 - 作木線（国道375号沿い）
- 国道375号
- 江の川
  - 丹渡橋 - 駅付近に架かる橋。
- 常清滝 - 当駅から約3 km

## その他
- 三江線活性化協議会により、石見神楽の演目名にちなんだ「五龍王」の愛称が付けられていた[5]。

## 隣の駅
西日本旅客鉄道（JR西日本）
 三江線
口羽駅 - 江平駅 - 作木口駅

#### 統計資料
1. ↑  “島根県統計書”. しまね統計情報データベース.   島根県政策企画局. 2025年2月5日閲覧。